# Patrice Debré
Pour les autres membres de la famille, voir Famille Debré.
Patrice Debré, né le 9 mai 1945 à Paris, est un médecin immunologiste et universitaire français, auteur d'ouvrages de biologie et également de plusieurs  biographies.

## Biographie
Diplômé de la Harvard Medical School, Patrice Debré a pour domaines d'expertise l'immunologie, l'immunopathologie, l'immunogénétique, le cancer, le sida et les greffes.
Il est professeur d'immunologie à l'université Pierre-et-Marie-Curie et membre de l'Académie nationale de médecine. Il a été chef de service et  directeur d'un institut de recherche en immunologie à l'hôpital de la Pitié-Salpêtrière, à Paris.
Patrice Debré devient président du CIRAD en 2004, fonction qu'il occupe jusqu'en 2010, date à laquelle il est nommé ambassadeur de France chargé de la lutte contre le sida et les MST,.
Il appartient à la famille Debré : il est le petit-fils du professeur Robert Debré et le fils du peintre Olivier Debré,.

## Publications
- Louis Pasteur, coll. « Grandes Biographies », éditions Flammarion, 1993, 562 p.
- Jacques Monod, coll. « Grandes Biographies », Flammarion, 1996  (ISBN 2-08-067173-1)
- Les Traitements du sida, Flammarion, 1997
- La Maîtrise du vivant, Flammarion, coll. « Dominos », 1998
- Le Roman de la vie (roman), Flammarion, 1999  (ISBN 978-2-08-067579-8), 375 p.
- Vie et mort des épidémies (avec Jean-Paul Gonzalez), éditions Odile Jacob, 2013
- L'Homme microbiotique, Odile Jacob, 2015
- Robert Debré, une vocation française, Odile Jacob, 2018, 352 p.
- Une journée particulière du Professeur Pasteur, 2022, 297 p.
- Les Messages de l'ARN,  Odile Jacob, octobre 2024, 240 p.

## Récompenses et distinctions
- 2007 :  Chevalier de la Légion d'honneur[1] ;
- 1997 : Prix de la biographie (Académie française) pour son livre Jacques Monod[6] ;
- 1994 : Grand prix Claude-Bernard de la Ville de Paris pour la recherche médicale ;
- 1993 :  Chevalier de l'ordre national du Mérite ;
- 1982 : Prix du Comité de Paris.